# Luprea discrepans
Luprea discrepans är en skalbaggsart som först beskrevs av Schaeffer 1932.  Luprea discrepans ingår i släktet Luprea och familjen bladbaggar. Inga underarter finns listade i Catalogue of Life.